# Наконечный, Игорь Анатольевич
Игорь Анатольевич Наконечный (23 февраля, 1960, Киев, Украинская ССР, СССР) — советский и украинский футболист и тренер. Мастер спорта СССР (1984).
Образование высшее. Окончил Киевский институт физкультуры.

## Биография
Начал играть в киевском «Восходе» в 1969 году под руководством своего первого тренера Виталия Владимировича Баранова. Оттуда полузащитник был переведён в школу киевского «Динамо» к специалисту Анатолию Молотаю, а спустя два года оказался в киевском спортинтернате, где тренировался под руководством Виктора Киянченко и Михаила Горбача и стал победителем проходившего в Чимкенте чемпионата СССР среди футбольных спецшкол.
Окончив спортинтернат, Наконечный поступил в Киевский институт физкультуры, а в 1978 году по рекомендации Киянченко оказался в киевском СКА, в котором провёл пять полноценных сезонов.
В 1983 году Наконечный получил приглашение из клуба высшей лиги — одесского «Черноморца», где был вынужден конкурировать за место в основном составе с опытным Вячеславом Лещуком. Лишь к концу своего дебютного сезона молодой хавбек сумел закрепиться в основе, а свой первый официальный матч за моряков провёл 24 февраля 1983 года в 1/16 финала Кубка СССР с никопольским «Колосом».
Отыграв за «моряков» семь полноценных сезонов, в течение которых выступал в Кубке УЕФА, Наконечный оказался в запорожском «Металлурге», которому помог совершить историческое восхождение в высшую лигу СССР и дебютировать в независимом чемпионате Украины.
Сезон 1992/93 полузащитник провёл в Одессе, в клубе первой лиги СК «Одесса» в качестве играющего тренера.
В 1993 году выступал в Исландии — в одном из ведущих клубов этой страны «Вестманнаэйяр». За команду отыграл 5 матчей и вернулся на Украину, где провёл ещё два сезона в высшей лиге, играя за «Металлург».
Завершил выступления в профессиональном футболе в одесском «СКА-Лотто». Там же Наконечный начал активную тренерскую карьеру, периодически входил в тренерский штаб «Черноморца», возглавлял СК «Одесса», получил опыт самостоятельной тренерской работы в Молдавии в ФК «Тирасполь» и лучшем клубе этой страны — тираспольском «Шерифе», два сезона поработал в азербайджанском футболе и в 2008 году вернулся в «Черноморец», где ныне работает завучем СДЮШОР.
В сезоне 2009/10 Наконечный получил шанс проявить себя на посту главного тренера «моряков», однако опыт этот оказался не самым удачным: команда под его руководством лишь временами демонстрировала игру, которую принимали болельщики, а большую часть времени ей была присуща колоссальная игровая нестабильность.
В 2001 году имя Наконечного фигурировало в анкетах специалистов в опросе, определявшего лучшего футболиста Одессы XX века.